# 楊鎮宇
楊鎮宇（韓語：양진우，1979年9月3日—），韓國男演員。

## 演出作品

### 電視劇
- 粗体為擔任主要人物
- 2002年：SBS《大望》
- 2004年：SBS《魔術情緣》飾演 李成慕
- 2005年：TBS《約定》飾演 鄭載
- 2005年：KBS《奇男怪女》飾演 仁汎
- 2007年：tvN《浪漫獵人》飾演 鄭浩載
- 2010年：MBC《逆轉女王》飾演 鮮宇赫
- 2010年：MBC《教會你愛》飾演 哲祐
- 2011年：SBS《Midas》飾演 李政道
- 2011年：KBS《美蓮》飾演 閔長輝
- 2011年：KBS《光榮奏名曲》飾演 白成修
- 2012年：tvN《我愛李太利》飾演 崔勝宰
- 2012年：KBS《加油，金先生！》飾演 白健旭
- 2013年：MBC《醜聞：極具衝擊性與不道德的事件》飾演 孔基燦（第6－7集）
- 2013年：MBC《Drama Festival－不穩》飾演 準吾
- 2013年：JTBC《你鄰居的妻子》飾演 鄭理事
- 2014年：KBS《Drama Special－作夢的男人》飾演 朱俊吉
- 2014-2015年：KBS《甜蜜的秘密》飾演 Phillip

### 電影
- 2003年：《黃山伐》飾演 新羅士兵
- 2004年：《大佬斗和尚》飾演 和尚
- 2006年：《藍色自行車》飾演 東奎
- 2007年：《七天》飾演 姜致遠
- 2007年：《傳說的故鄉》飾演 金學者
- 2007年：《野蠻教師2》飾演 鄭宇盛（特別演出）
- 2009年：《下一個星期天》飾演 李賢俊
- 2009年：《當你入睡》飾演 丈夫
- 2011年：《感》
- 2011年：《愛的呼喚》飾演 珉宇
- 2014年：《情慾誘惑（朝鲜语：마담 뺑덕）》飾演 眼科醫師

## 外部連結
- 個人網誌
- 官方頁面
- INK Corp.的Facebook專頁